# 1563
Évszázadok: 15. század – 16. század – 17. század
Évtizedek: 1510-es évek – 1520-as évek – 1530-as évek – 1540-es évek – 1550-es évek – 1560-as évek – 1570-es évek – 1580-as évek – 1590-es évek – 1600-as évek – 1610-es évek
Évek: 1558 – 1559 – 1560 – 1561 –  1562 – 1563 – 1564 – 1565 – 1566 – 1567 – 1568

## Események

### Határozott dátumú események
- február 15. Polock erődje megadja magát IV. Iván orosz cárnak.[1]
- március 19. – Az amboise-i ediktum kinyilvánítja a lelkiismereti szabadságot, de a református vallás nyilvános gyakorlását korlátozza.[2]
- április 9. – A nagyenyedi protestáns zsinaton kudarcba fullad a lutheri, illetve helvét irányzat tanainak egyeztetése; a két felekezet egyházszervezetileg szétválik.
- június 6–13 – A tordai országgyűlésen szabályozzák a székelyek közötti katolikusok és protestánsok templomhasználatát; ahol csak egy templom van, az egyik felekezet istentisztelete és a hívek kivonulása után mehetnek be a másik felekezet tagjai.[3]
- augusztus 20.–szeptember 1. – Az országgyűlésen a rendek törvénybe iktatják, hogy legalább két évente legyen országgyűlés; a végvárak parancsnokságát ne bízzák idegen kapitányokra; a városokba menekült nemesek viseljék polgárok módjára a városi terheket és hogy tilos a törököknek fegyvert eladni.
- szeptember 8. – Miksa főherceget Pozsonyban magyar királlyá koronázzák.[4]
- december 4. – A trienti zsinat befejezi munkáját.[5]

### Határozatlan dátumú események
- az év folyamán – 
  - Lengyel–svéd összecsapás a livóniai háborúban.
  - Pozsony lesz a magyar koronázóváros, egészen 1835-ig.

## Az év témái

### 1563 az irodalomban
- Debrecenben megjelenik az első magyar nyelvű biblia magyarázata, Méliusz Juhász Péter Magyar Prédikációk című gyűjteménye.

## Születések
- október 17. – Jodocus Hondius flamand művész, rézkarcoló és térképész († 1612)

## Halálozások
- február 24. – François de Guise, francia katolikus főnemes, politikus és hadvezér[6] (* 1519)
- november 5. – Iacob Heraclides Moldva fejedelme volt (* 1511)